# Cucullia sublutea
Cucullia sublutea là một loài bướm đêm trong họ Noctuidae.